# A Marked Man

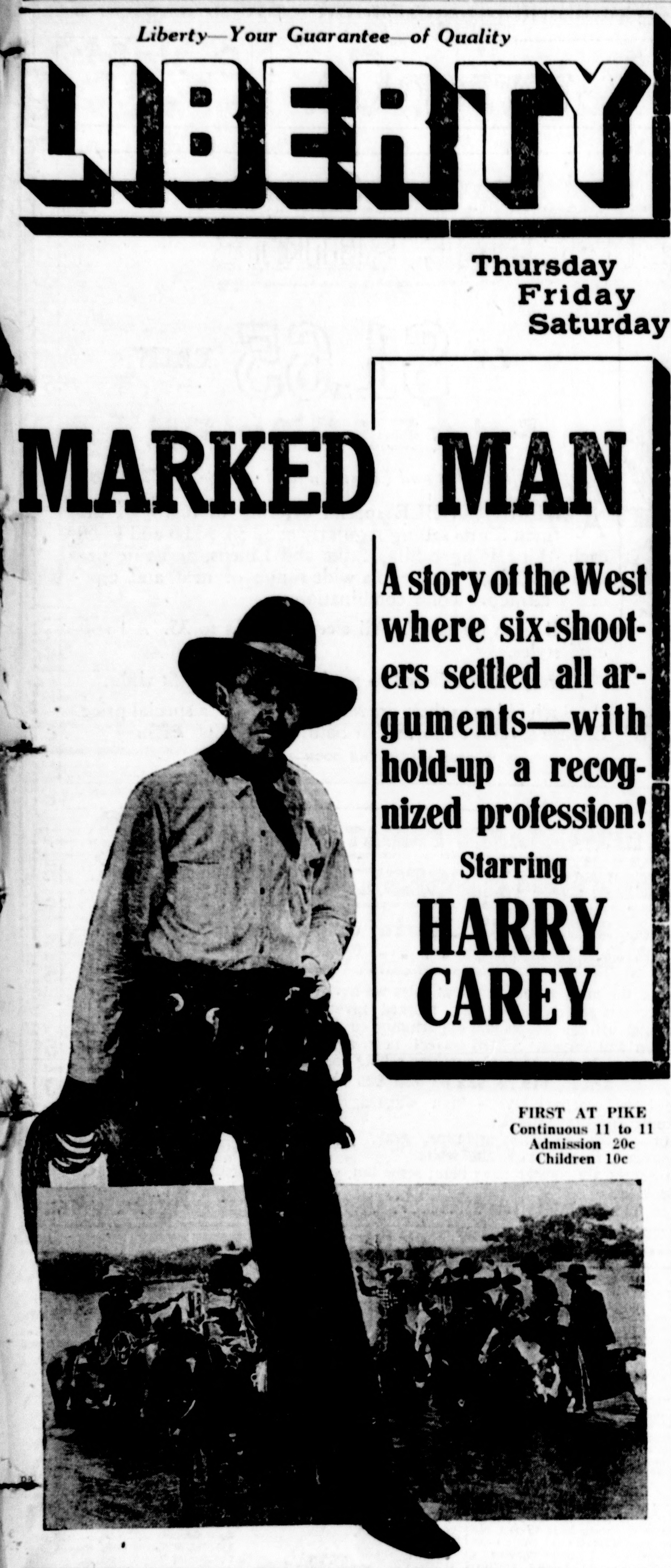
Anúncio de jornal de 1917 para o filme A Marked Man.

A Marked Man (Brasil: Preito de um Foragido / Portugal: O Pai Adoptivo) é um filme norte-americano de 1917, do gênero faroeste, dirigido por John Ford e estrelado por Harry Carey. O filme é presumidamente considerado perdido.